# Martina Drijverová
Martina Drijverová (10. července 1951 Praha – prosinec 2022) byla česká spisovatelka knih pro děti, překladatelka a autorka televizních pořadů, rozhlasových her, seriálů či divadelních her.

## Život
Její otec byl nizozemský inženýr. Vyrůstala se sestrou v dvojjazyčném prostředí, otec rodinu brzy opustil. Po maturitě studovala rok dějiny umění na pařížské Sorbonně, od roku 1974 produkci na FAMU. V 80. letech pracovala v dětské redakci Československého rozhlasu v Praze.
Později přispívala do různých dětských časopisů, jako je ABC, Mateřídouška, Sedmička a Sluníčko. V roce 1987 se stala spisovatelkou z povolání, vydala takřka tři desítky knih.
Po studiích začala Martina Drijverová překládat, mimo jiné pohádky z francouzštiny. Pohádky se jí nelíbily, a tak se rozhodla zkusit napsat lepší. I přes počáteční nezdary se jí podařilo dosáhnout úspěchu a její pohádky jsou dnes oblíbené.
Zemřela v prosinci 2022.

## Dílo
- Táta k příštím Vánocům (1979) – prvotina inspirovaná vlastním životem
- Domov pro Marťany (1998)
- Sísa Kyselá a ušmudlaný rytíř (2002)
- Lokis, dramatizace povídky Prospera Mérimée pro Český rozhlas
- To první a to druhé dítě (2005) – Je opravdu mateřství nejradostnější čas v životě ženy, nebo jeden velký horor?
- Ježíš a jeho příběh (2009) – převyprávěný Nový zákon pro předškoláky
- Zlobilky (2009)y.“
- Kdo to je, co to je, jakpak se to jmenuje? (2010) – kniha pro předškoláky a jejich rodiče
- České dějiny očima Psa 1, 2
- Nezbedníci (2011)